# Ippécourt
Ippécourt település Franciaországban, Meuse megyében. Lakosainak száma 94 fő (2022. január 1.). Ippécourt Autrécourt-sur-Aire, Julvécourt, Lavoye, Nubécourt, Osches, Saint-André-en-Barrois, Les Souhesmes-Rampont, Souilly és Vadelaincourt községekkel határos.

## Népesség
A település népességének változása:
| Lakosok száma | 172  | 123  | 89   | 96   | 93   | 94   | 97   | 103  | 105  | 94   |
|               | 1968 | 1982 | 1990 | 2006 | 2013 | 2015 | 2017 | 2019 | 2020 | 2022 |